# Liste der Baudenkmäler in Kerpen
Die Liste der Baudenkmäler in Kerpen enthält die denkmalgeschützten Bauwerke auf dem Gebiet der Stadt Kerpen im Rhein-Erft-Kreis in Nordrhein-Westfalen (Stand: Januar 2021). Diese Baudenkmäler sind in der Denkmalliste der Stadt Kerpen eingetragen; Grundlage für die Aufnahme ist das Denkmalschutzgesetz Nordrhein-Westfalen (DSchG NRW).

Die Liste ist nach Stadtbezirken sortiert.
| Stadtbezirk                                                     | Liste                                               |
| --------------------------------------------------------------- | --------------------------------------------------- |
| Balkhausen                                                      | siehe Liste der Baudenkmäler in Balkhausen (Kerpen) |
| Blatzheim (mit Bergerhausen, Niederbolheim, Dorsfeld, Geilrath) | siehe Liste der Baudenkmäler in Blatzheim           |
| Brüggen                                                         | siehe Liste der Baudenkmäler in Brüggen (Kerpen)    |
| Buir                                                            | siehe Liste der Baudenkmäler in Buir (Kerpen)       |
| Götzenkirchen                                                   | siehe Liste der Baudenkmäler in Götzenkirchen       |
| Horrem                                                          | siehe Liste der Baudenkmäler in Horrem (Kerpen)     |
| Kerpen (Stadtkern)                                              | siehe Liste der Baudenkmäler in Kerpen (Stadtkern)  |
| Langenich                                                       | siehe Liste der Baudenkmäler in Langenich           |
| Manheim                                                         | siehe Liste der Baudenkmäler in Manheim             |
| Mödrath                                                         | siehe Liste der Baudenkmäler in Mödrath             |
| Neu-Bottenbroich                                                | siehe Liste der Baudenkmäler in Neu-Bottenbroich    |
| Sindorf                                                         | siehe Liste der Baudenkmäler in Sindorf (Kerpen)    |
| Türnich                                                         | siehe Liste der Baudenkmäler in Türnich             |